# Wallonia Walhain CG
Royal Wallonia Walhain CG (voluit Royal Wallonia Walhain Chaumont-Gistoux) is een Belgische voetbalclub uit Walhain in de provincie Waals-Brabant. De club is bij de KBVB aangesloten met stamnummer 3262 en heeft rood-groen als clubkleuren. De club bestaat sinds de Tweede Wereldoorlog en kon halverwege de jaren negentig opklimmen in de nationale voetbalreeksen.

## Geschiedenis
De club werd in 1941 opgericht als FC Wallonia Walhain en sloot bij de KBVB aan met stamnummer 3262. Walhain speelde vele jaren in de provinciale reeksen. In 1994 fusioneerde men met FC Chaumont-Gistoux. De nieuwe club heette nu Royal Wallonia Walhain CG en speelde verder met stamnummer 3262. In 1997 was men opgeklommen tot in de nationale bevordering, de Vierde Klasse. Walhain speelde er kampioen in zijn reeks en stootte zo meteen door naar Derde Klasse. In 2001, 2002, 2003 en 2004 speelde de club telkens mee in de eindronde voor promotie naar Tweede Klasse maar ze kon de promotie nooit afdwingen. In 2007 zakte de club echter terug naar Vierde Klasse om in 2014 terug te keren in de Derde Klasse.
Sinds de gemeentelijke verkiezingen van 2018 waren er spanningen in Walhain rond de club. In 2020 kreeg Walhain het aan de stok met het gemeentebestuur. Men werd uit hun stadion gezet. De club verloor haar licentie waardoor men degradeerde naar eerste provinciale. Onofficieel veranderde Walhain haar naam in Golden Black FC. Men behield haar stamnummer en ging op het veld van het 11 kilometer-verder gelegen FC Limette spelen. Hier verloor men al haar wedstrijden voordat de competitie opnieuw stopgezet werd. Dit waren de laatste wedstrijden van de club. Het opeenvolgende jaar werd er geen nieuwe ploeg in de reeks ingeschreven. Ook zat men opnieuw zonder terrein. FC Limette stelde stade des Sorbiers niet langer ter beschikking.
De gemeente Walhain richtte zelf in een gemeenteproject een nieuwe club, FC Walhain op. Deze club ging met een nieuw stamnummer (9737) van start in derde provinciale ACFF, de laagste reeks in Brabant ACFF.

## Erelijst
vierde Klasse
Winnaar (2x): 1998, 2014

## Resultaten
| Seizoen | Klasse | Klasse | Klasse | Klasse | Klasse | Klasse | Reeks                                                    | Punten                                                   | Opmerkingen                                                  |
|         | I      | I      | II     | III    | IV     | P.I    |                                                          |                                                          |                                                              |
| ------- | ------ | ------ | ------ | ------ | ------ | ------ | -------------------------------------------------------- | -------------------------------------------------------- | ------------------------------------------------------------ |
| 2003/04 |        |        |        | 6      |        |        | Derde klasse B                                           | 44                                                       |                                                              |
| 2004/05 |        |        |        | 5      |        |        | Derde klasse B                                           | 45                                                       |                                                              |
| 2005/06 |        |        |        | 13     |        |        | Derde klasse B                                           | 32                                                       |                                                              |
| 2006/07 |        |        |        | 16     |        |        | Derde klasse B                                           | 25                                                       |                                                              |
| 2007/08 |        |        |        |        | 7      |        | Vierde klasse D                                          | 44                                                       |                                                              |
| 2008/09 |        |        |        |        | 7      |        | Vierde klasse D                                          | 44                                                       |                                                              |
| 2009/10 |        |        |        |        | 5      |        | Vierde klasse D                                          | 45                                                       |                                                              |
| 2010/11 |        |        |        |        | 2      |        | Vierde klasse D                                          | 62                                                       | Verlies in eindronde voor promotie tegen Cappellen FC        |
| 2011/12 |        |        |        |        | 2      |        | Vierde klasse D                                          | 58                                                       | Verlies in eindronde voor promotie tegen FC Charleroi        |
| 2012/13 |        |        |        |        | 4      |        | Vierde klasse B                                          | 53                                                       | Verlies in eindronde voor promotie tegen RFC de Liège        |
| 2013/14 |        |        |        |        | 1      |        | Vierde klasse D                                          | 68                                                       |                                                              |
| 2014/15 |        |        |        | 6      |        |        | Derde klasse B                                           | 57                                                       |                                                              |
| 2015/16 |        |        |        | 13     |        |        | Derde klasse B                                           | 47                                                       |                                                              |
|         | 1A     | 1B     | 1Am    | 2Am    | 3Am    | P.I    | Vanaf 2016-17 zijn er 3 nationale en 2 regionale niveaus | Vanaf 2016-17 zijn er 3 nationale en 2 regionale niveaus | Vanaf 2016-17 zijn er 3 nationale en 2 regionale niveaus     |
| 2016/17 |        |        |        | 8      |        |        | Tweede klasse Am.                                        | 41                                                       |                                                              |
| 2017/18 |        |        |        | 8      |        |        | Tweede klasse Am.                                        | 37                                                       |                                                              |
| 2018/19 |        |        |        | 14     |        |        | Tweede klasse Am.                                        | 28                                                       | degradatie naar Derde Klasse Amateurs                        |
| 2019/20 |        |        |        |        | 5      |        | Derde klasse Am.                                         | 40                                                       | Vroegtijdig stopgezet wegens de Coronacrisis                 |
| 2020/21 |        |        |        |        |        | 16     | Eerste prov. Brabant ACFF                                | 0                                                        | Geschrapt na 5 gespeelde wedstrijden wegens de Coronacrisis. |

## Bekende (ex-)spelers
- Cédric Ciza
- Nicaise Kudimbana
- Luca Napoleone
- Frederik Vanderbiest
- Jonathan Wilmet